# Ginástica artística nos Jogos Pan-Americanos de 2011 - Salto feminino
A competição do salto feminino foi um dos eventos da ginástica artística nos Jogos Pan-Americanos de 2011. Foi disputada no Complexo Nissan de Ginástica no dia 27 de outubro.

## Calendário
Horário local (UTC-6).
| Data          | Horário | Fase  |
| ------------- | ------- | ----- |
| 27 de outubro | 13:40   | Final |

## Medalhistas
| Ouro   | USA Brandie Jay      |
| Prata  | MEX Elsa García      |
| Bronze | COL Catalina Escobar |

## Resultados

### Qualificação
Um máximo de duas ginastas por país puderam se classificar a final, podendo haver substituição se requerido pela delegação.
| Pos.     | Ginasta            | País                     | Total  | Obs. |
| -------- | ------------------ | ------------------------ | ------ | ---- |
| 1        | Brandie Jay        | USA Estados Unidos       | 14.687 | Q    |
| 2        | Catalina Escobar   | COL Colômbia             | 14.312 | Q    |
| 3        | Yamilet Peña Abreu | DOM República Dominicana | 14.087 | Q    |
| 4        | Elsa García        | MEX México               | 14.000 | Q    |
| 5        | Jessica Gil        | COL Colômbia             | 14.000 | Q    |
| 6        | Adrian Nunes       | BRA Brasil               | 13.925 | Q    |
| 7        | Daniele Hypólito   | BRA Brasil               | 13.850 | Q    |
| 8        | Paula Mejías       | PUR Porto Rico           | 13.700 | Q    |
| Reservas |                    |                          |        |      |
| 9        | Kristina Vaculik   | CAN Canadá               | 13.687 | R    |
| 10       | Ana Estefanía Lago | MEX México               | 13.637 | R    |
| 11       | Lucila Estarli     | ARG Argentina            | 13.512 | R    |

### Final
| Pos.              | Ginasta                | Salto 1 | Salto 1 | Salto 1 | Salto 1       | Salto 2 | Salto 2 | Salto 2 | Salto 2       | Total  |
| Pos.              | Ginasta                | Nota D  | Nota E  | Pen.    | Nota do salto | Nota D  | Nota E  | Pen.    | Nota do salto | Total  |
| ----------------- | ---------------------- | ------- | ------- | ------- | ------------- | ------- | ------- | ------- | ------------- | ------ |
| Medalha de ouro   | USA Brandie Jay        | 5,800   | 8,875   |         | 14,675        | 5,200   | 8,800   |         | 14,000        | 14,337 |
| Medalha de prata  | MEX Elsa García        | 5,300   | 9,025   |         | 14,325        | 5,200   | 9,100   |         | 14,300        | 14,312 |
| Medalha de bronze | COL Catalina Escobar   | 5,800   | 9,100   |         | 14,900        | 4,600   | 8,825   |         | 13,425        | 14,162 |
| 4                 | BRA Adrian Nunes       | 5,300   | 9,050   |         | 14,350        | 5,000   | 8,575   |         | 13,575        | 13,962 |
| 5                 | COL Jessica Gil        | 5,300   | 8,800   | 0,300   | 13,800        | 5,000   | 8,975   |         | 13,975        | 13,887 |
| 6                 | PUR Paula Mejías       | 5,200   | 8,525   |         | 13,725        | 5,300   | 8,650   |         | 13,950        | 13,837 |
| 7                 | BRA Daniele Hypólito   | 5,300   | 9,000   |         | 14,300        | 5,200   | 7,675   |         | 12,875        | 13,587 |
| 8                 | DOM Yamilet Peña Abreu | 0,000   | 0,000   |         | 0,000         | 5,300   | 8,600   |         | 13,900        | 6,950  |